# Amplirhagada montalivetensis
Amplirhagada montalivetensis é uma espécie de gastrópode  da família Camaenidae.
É endémica da Austrália.